# Frankenstudio

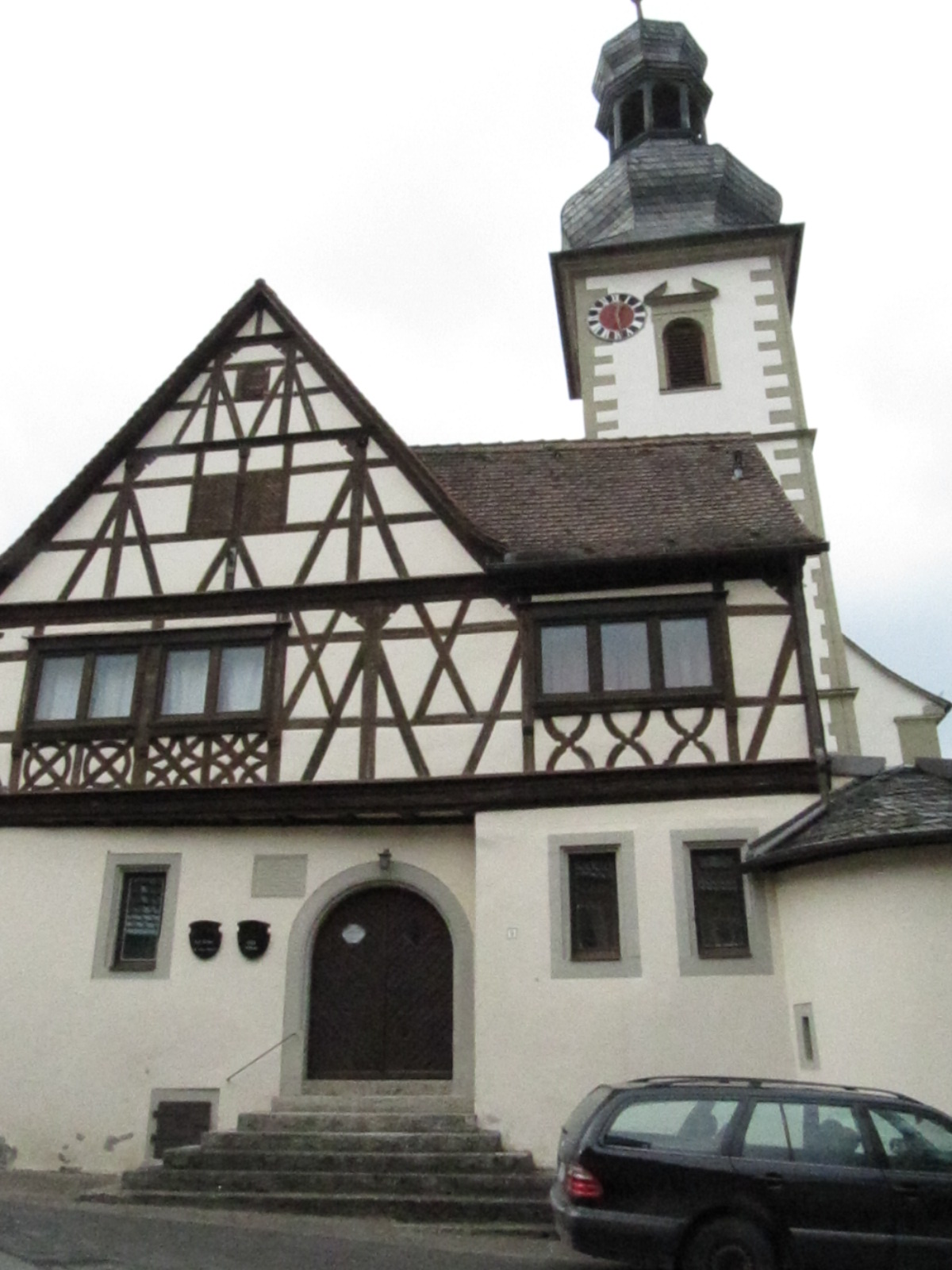
Frankenstudio, untergebracht im historischen Rathaus von Sickershausen

Das Frankenstudio in Sickershausen ist ein Museum mit Bibliothek zur lokalen Heimatgeschichte in Unterfranken. Die Sammlungen beinhalten geschichtliche Dokumente, Bilder und Kartenmaterial zur regionalen Natur- und Landeskunde, Funde zur Erdgeschichte und volkskundliche Objekte.

## Geschichte
Die Idee zur Schaffung des Frankenstudios hatte Andreas Pampuch. Er wollte mit seiner Sammlung vor allem der Jugend im Raum um Kitzingen eine ortsnahe Möglichkeit geben, umgebende Natur, geschichtliche Zeugnisse und örtliche Bräuche kennenzulernen. Dafür sammelte er und warb durch Vorträge sowie Exkursionen für die regionale Natur, das Verständnis für Bräuche und die Geschichte seiner neuen Heimat.
Er mietete Räume in der Nähe seiner Wohnung an, als die Sammlung immer größer wurde. Schließlich begann die Geschichte des Frankenstudios, als Sickershausen am 1. Januar 1975 nach Kitzingen eingemeindet wurde. Nun hatte das historische Rathaus freie Räume. Diese wurden im Obergeschoss dem damaligen Bezirksheimatpfleger Andreas Pampuch am 6. Februar 1975 für die Unterbringung seiner Sammlungen von der Stadt Kitzingen zur Verfügung gestellt. Damit hatten diese in dem geschichtsträchtigen Gebäude sogar eine passende Hülle erhalten.
Nach Pampuch übernahm 1984 Rudolf Krauß die Leitung des Frankenstudios. Er ergänzt und führt es ehrenamtlich mit Unterstützung heimatliebender Helfer in seinem Sinne. 2003 wurden die bis dahin hier lagernden Archivalien der eingemeindeten Orte Repperndorf und Sickershausen ins Stadtarchiv Kitzingen überführt.

## Gebäude

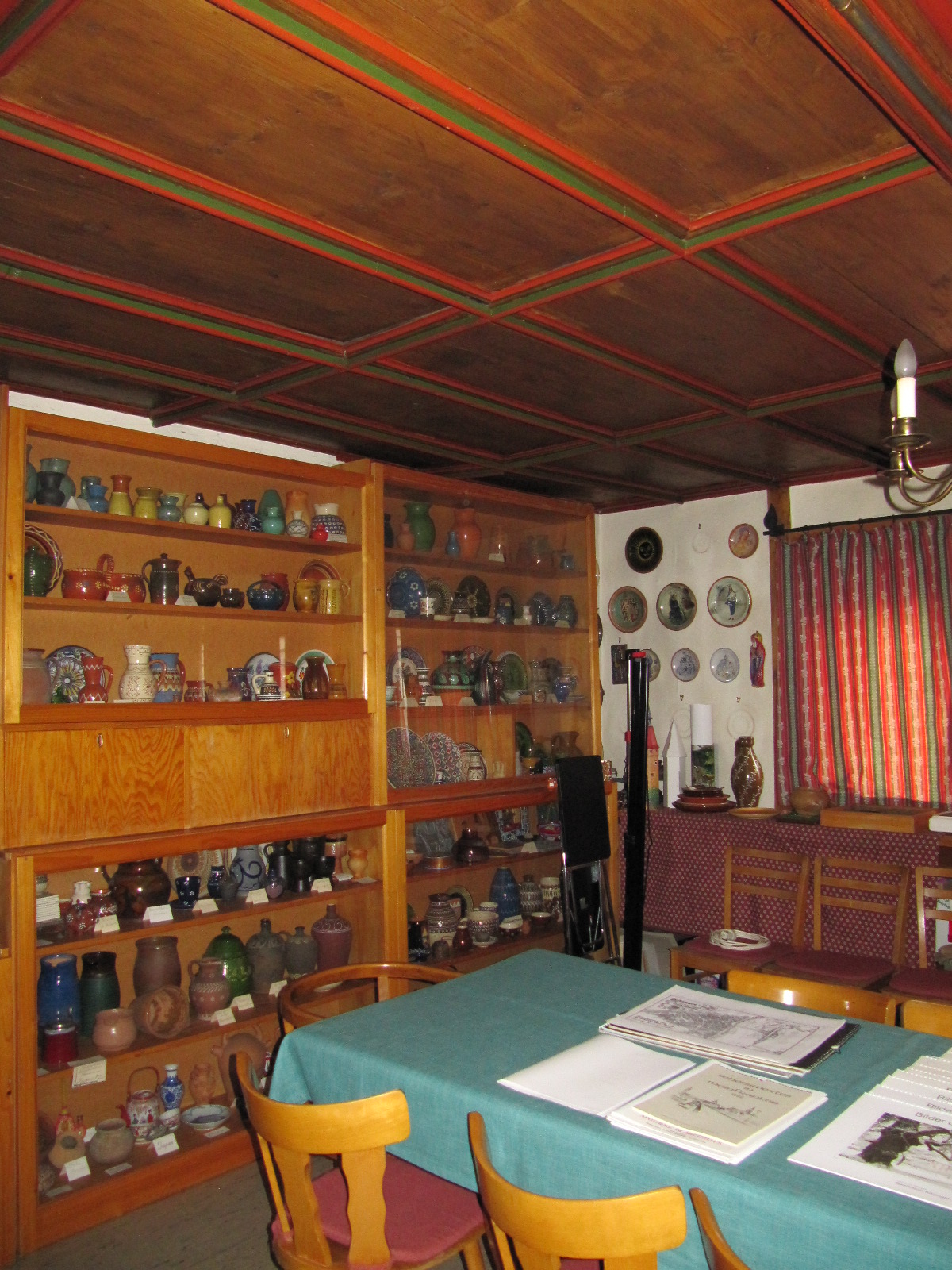
Keramiksammlung im holzvertäfelten Sitzungssaal

Das Frankenstudio ist im historischen Rathaus von Sickershausen untergebracht. Der Fachwerkbau war Teil der ehemaligen Kirchenburg. Die Tafel neben dem Eingang berichtet das Erbauungsjahr und, wer als Schultheiß Verantwortung trug. Sehenswert sind das Verlies im turmartigen Anbau und der alte Rathaussaal mit herrlichen Holzarbeiten. Seit 1977 sind die Sammlungen im oberen Stockwerk für die Öffentlichkeit zugänglich. Im holzvertäfelten Sitzungssaal kommt besonders die Keramiksammlung zur Geltung.
Rudolf Krauß, der Leiter des Frankenstudios, erläutert das Gebäude bei Kindernachmittagen. Er erklärt vor Ort den Aufbau des Fachwerks und welche Materialien hier verwendet wurden. Fachausdrücke wie „wilder Mann“, „Schuster-Schemel“, „Brustriegel“, „Unterzug“, „Ständer“ und „Stiele“ werden so mit Inhalt gefüllt.
Im Verlies des turmartigen Anbaus wird der Beruf des Nachtwächters vorgestellt. Er hatte zahlreiche wichtige Aufgaben im Ort zu erfüllen: Wachposten zum Feuerschutz, Gemeindediener, Totengräber, Messner und Ordnungshüter. Störer nahm er im Verlies in Gewahrsam.

## Sammlungen

### Wissenschaftliche Arbeiten
Die 200 Staatsexamensarbeiten und 700 Seminararbeiten befassen sich mit:
- Franken: Geografie, Baudenkmälern, Orts- und Personenchroniken, Bildstöcken, Brauchtum
- Frankenwein: Geschichte, Weinorte und -lagen, Brauchtum, Weinsorten, Weinbau und sein Strukturwandel
- Natur- und Umweltschutz in den besonderen Gegebenheiten der fränkischen Landschaft
- Wappen: Adelsgeschlechter, Stadt- und Gemeindewappen
- Volksmusik

Studierende bewahrten so Zeugnisse der fränkischen Heimat:5 Die älteste Arbeit stammt aus dem Jahre 1965 und die jüngste von 2003.

### Heimatbücherei

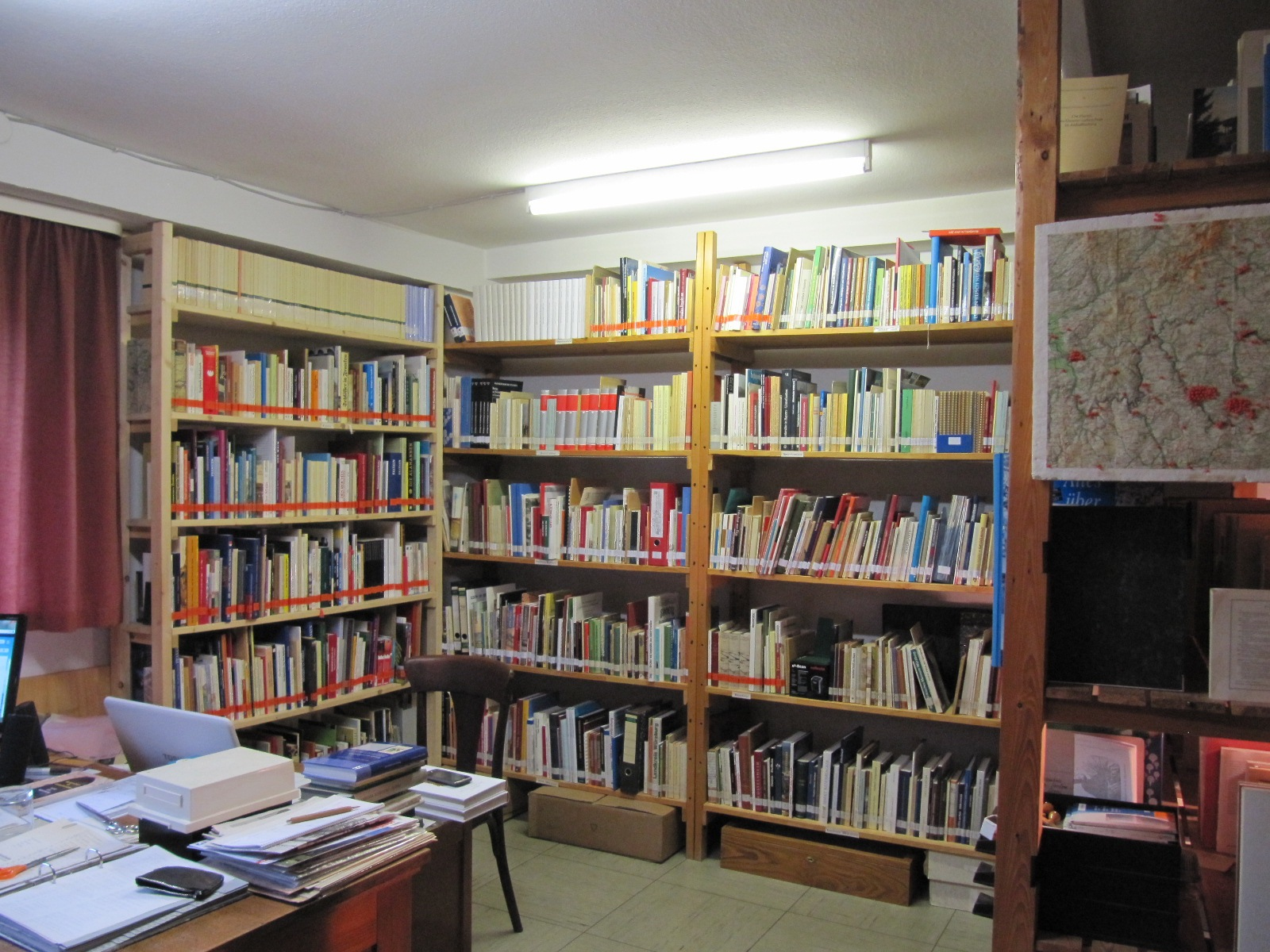
Büchersammlung

Die Heimatbücherei besteht aus etwa 2000 Büchern der Zeitspanne von 1763 bis 2013 mit folgenden inhaltlichen Schwerpunkten:
- Stadt- und Landkreis Kitzingen, Würzburg und Schweinfurt
- Franken allgemein, Unter-, Mittel- und Oberfranken
- Landschaften: Steigerwald, Haßberge Rhön und Spessart
- Frankenwein
- Mundartdichtung
- Fränkische Dichter und Persönlichkeiten
- Volkskunst
- Bildstöcke
- Denkmalpflege
- Wappenkunde

Die vorhandenen Bücher sind oft in kleinen Auflagen erschienen und nicht mehr zu erwerben.:5

### Heimatkundliches Archiv
Der Bezirksheimatpfleger trug hier Karten- und Anschauungsmaterial zusammen.:6

### Volkskunstsammlung
Sie bietet Arbeiten aus Keramik, Wachs, Holz, Emaille, Metall und Textilstoffen dar. Vor allem die Keramikarbeiten aus fränkischen und deutschsprachigen Gebieten nehmen einen breiten Raum ein und lassen ihre typischen Merkmale erkennen.:6

### Bildarchiv
Es setzt sich zusammen aus mehreren tausend Dias, Ansichtskarten und alten Bildern. Sie bilden die Grundlage für heimatkundlichen Unterricht.:6
Außerdem findet der Besucher Kunstmappen der heimischen Künstler Theo Dreher, Bodo Zimmermann, Richard Rother und Theophil Steinbrenner. Das Frankenstudio besitzt einige Originalzeichnungen von Theo Dreher. Dieser hat in 30 Federzeichnungen charakteristische Motive der unterfränkischen Heimat für eine Spurensuche festgehalten.

### Lehrsammlungen
Sie befassen sich mit der Geologie und den Mineralien. Dafür sind Bodenproben, eine Mineraliensammlung und Fossilien nutzbar.:7
Ein besonderer Schwerpunkt liegt auf der Vor- und Frühgeschichte des Schwanbergs und seiner Umgebung. Dazu sind Fundstücke aus der Stein-, Bronze- und Völkerwanderungszeit sowie des Mittelalters vorhanden.
Lehrskizzen dienen als Handreichungen für Lehrer oder der teils selbstständigen Erarbeitung bei Führungen.